# Вуков, Ивица
И́вица Ву́ков (серб. Ivica Vukov; род. 2 февраля 1970, Зренянин, СФРЮ) — сербский футболист, нападающий.
Начинал футбольную карьеру в клубе «Войводина». Летом 1993 года перешёл в нидерландский «Волендам». Дебютировал за команду 15 августа в домашней игре чемпионата Нидерландов против «Утрехта», завершившемся вничью 2:2. В дебютном матче Вуков отметился одним голом. За шесть сезонов Ивица забил всего 7 голов в 85 матчах чемпионата. После «Волендама» Вуков несколько сезонов выступал в любительских клубах, в том числе в «Харкемазе Бойз», а в 2002 году перебрался в амстердамский клуб «Тюркиемспор».